# Таня Боева
Таня Петрова Петкова, по-известна като Таня Боева, е българска попфолк и поп певица. Отличава се с топъл, нежен и кадифен глас, с богат репертоар и жанрово разнообразие: поп, модерен попфолк, български народни песни, македонски, гръцки, сръбски. Наричат я „универсалният изпълнител“. Таня Боева е лауреат и носител на Първа награда и на статуетката в конкурса за млад изпълнител на фестивала „Златният Орфей“. Тя е единственият изпълнител в попфолка, спечелил тази награда. Носител на статуетка и първа награда за изпълнител в първия по рода си фестивал в попфолка „Златният мустанг“. Притежава редица статуетки и награди и от фестивала „Пирин фолк“.

## Биография
Таня Боева е родена на 3 ноември 1973 г. в Тополовград, но живее, учи и израства в Димитровград. Показва своя музикален талант на 2-годишна възраст, когато родителите ѝ го забелязват. Когато е на 13 години започва да пее в ученическа група, наречена „Алхимиците“, а по-късно пее и в различни заведения. Със същата група печели и първата си награда – „Златна значка“, на попфестивал в Хасково.
Изпълнителката започва професионалната си кариера през 1994 г., когато записва първите си песни с оркестър „Димитровград“ –
„Тежко ранена“, „Приеми ме!“, „Сияйна звезда“ и „Не проклинай“ в албума „Нови гласове, нови хитове с оркестър Димитровград“. През 1995 г. участва на тогавашното издание на „Златният Орфей“, където печели наградата за млад изпълнител с песента „Космичен блус“. На следващата година отново взема участие във фестивала с песента „Сребрее косата ти рано, мамо“ в дует с Даниела Петкова и печелят втора награда. Следва договор с музикална компания „Пайнер“, която издава дебютния ѝ албум през 1997 г., съдържащ само поп-песни. Албумът се нарича „Обичай ме с нежност и душа“, а песните в него са на Димитър Гетов, Найден Андреев, Васил Илиев и Хайгашод Агасян. Голямата си популярност и успех Таня Боева получава след като започва работа с продуцентите си от „Ара Аудио-видео“, с които издава албума „Дама пика“ през 1999 г. От 2002 г. до днес Таня Боева е самопродуциращ се изпълнител, с изключение на кратък период, в който си партнира с „Ара Мюзик“, които са мениджъри на участията ѝ.
От 1999 г. до 2018 г. е омъжена за композитора и аранжор Михаил Бургуджиев, от когото има един син – Росен, роден през 2008 г.
През 2011 г. ражда втори син, но бебето умира малко след раждането си.
Певицата участва в лятното турне на Фен ТВ през 2011 г. в Пловдив, Стара Загора и Хасково.
През 2021 г. става първият попфолк изпълнител, предложен да получи финансова Награда за специални заслуги и принос в изкуството от Министерството на културата за срок от три години.
На кметските избори през 2023 г. е кандидат за общински съветник от партия
„Възраждане“ в Стара Загора.
През 2024 г. попада в топ 10 на най-търсените личности от българите в Google.

## Дискография

### Студийни албуми
- 1997 – „Обичай ме с нежност и душа“
- 1998 – „Щастлива съм“
- 1999 – „Дама пика“
- 2000 – „Магнетично“
- 2001 – „Шок“
- 2003 – „Таня Боева 2003“
- 2004 – „Лутам се“
- 2006 – „Лошо момче“
- 2010 – „Лоша терапия“

### Други песни
- 1994 – „Тежко ранена“
- 1994 – „Приеми ме!“
- 1994 – „Сияйна звезда“
- 1994 – „Не проклинай“
- 1999 – „Просякиня“
- 2000 – „Грях и истина“, дует с Райко Кирилов
- 2001 – „Цъфнало цвеке шарено“
- 2001 – „Две съдби“, дует с Тони Стораро
- 2002 – „Снощи саках да ти дойда“
- 2011 – „Нощта на чуждите“
- 2011 – „Под наблюдение“
- 2012 – „Мъж на годината“
- 2012 – „Helemt Beeky“, дует със Само Заен
- 2012 – „Дали е любов“, дует с Тони Стораро
- 2012 – „Кой беше ти“
- 2013 – „Идеално лош“
- 2013 – „Само ти“
- 2014 – „Извинявайте, че сме щастливи“
- 2016 – „Виж ме“
- 2016 – „Късно си се сетил“
- 2017 – „Зодия Скандал“
- 2022 – „Час любов“
- 2023 – „Твоята порода“
- 2023 – „Правя ти услуга“
- 2024 – „Полудяваш ли“

## Видеоалбуми
- 2006 – „The best video. 17 супер хита“ (DVD)